# Гребне
Гребне́ (рос. Гребное), до 1950 року — Ґрюнхаген (нім. Grünhagen) — селище в Правдинському районі Калінінградської області Російської Федерації. Входить до складу Желєзнодорожного міського поселення.